# Acid hexanoic
Acidul hexanoic, de asemenea cunoscut și ca acid caproic sau capronic (din limba latină, caper înseamnă „capră”), este un acid carboxilic, un acid gras derivat de la hexan, care conține șase atomi de carbon. Este un lichid uleios cu un miros asemănător caprelor sau altor animale de grajd. 
Sărurile și esterii acestui acid sunt cunoscuți ca hexanoați sau caproați.
Alți doi acizi au denumiri asemănătoare: acid caprilic (C8) și acid capric (C10). Împreună cu cel caproic, acești acizi reprezintă cam 15% din grăsimea din laptele de capră.